# Isolina Carrillo
Isolina Carrillo (La Habana, 9 de diciembre de 1907 - 21 de febrero de 1996), fue una destacada compositora, música y cantante de música popular cubana.

## Biografía
A la edad de 10 años Isolina Carrillo hizo su debut ante el público al reemplazar al pianista que tocaba en la orquesta de su padre debido a que se encontraba enfermo. Su presentación fue bien recibida por el público asistente.
Provenía de una familia muy relacionada con la música pues sus hermanos también tocaban instrumentos musicales. Su padre tocaba el tres y el laúd. Ella estudió en el Conservatorio Municipal de La Habana.
Pero en la década de los 40 fue donde alcanzó el mayor reconocimiento como compositora de boleros, guarachas y sones. Le pertenecen clásicos de la música latinoamericana como Fiesta de Besos, Canción sin amor, Increíble y, posiblemente la más famosa de todas sus obras, Dos gardenias. Esta última composición ha sido interpretada por diversos cantantes como Daniel Santos, Antonio Machín, Ángel Canales, Pedro Vargas, Rosa Carmina, Maria Rita, Lucrecia, Ibrahim Ferrer, Diego El Cigala  entre otros.
Isolina Carrillo falleció el 21 de febrero de 1996 en La Habana a la edad de 88 años, manteniéndose activa inclusive en sus últimos años de vida.
- Datos: Q6086013